# Le Démon
 (avril 2020).
Si vous disposez d'ouvrages ou d'articles de référence ou si vous connaissez des sites web de qualité traitant du thème abordé ici, merci de compléter l'article en donnant les références utiles à sa vérifiabilité et en les liant à la section « Notes et références ».
Pour les articles homonymes, voir Démon.
Le Démon (conte oriental) est un poème narratif composé par l'écrivain et peintre russe Mikhaïl Lermontov entre 1838 et 1841.

## Contexte
Le poème Le Démon serait « dans la lignée de Faust et de Goethe » ; Lermontov apparaît alors comme le poète romantique russe par excellence. Le romantisme de Lermontov exprime bien souvent la révolte et l'amertume de toute une génération (cela ferait écho avec le Mal du Siècle que l'on retrouve en France). Cet auteur est l'une des figures emblématiques de la littérature russe. Lermontov était un très bon prosateur stylistique et créateur de roman psychologique. De plus, la langue russe permettrait une certaine musicalité qu'on ne retrouverait pas dans d'autres langues, cela permet donc aux œuvres et aux auteurs de jouer avec la musicalité originelle de la langue. En ce qui concerne la peinture russe, Didier Rykner dans La Tribune de l’art met en avant ceci: «Souvent formés en France ou par des artistes français, ayant beaucoup voyagé, en Allemagne notamment, les peintres russes montrent ce qu’ils doivent à l’art de ces deux pays, même s’ils possèdent leur propre originalité […]» L’inspiration des occidentaux reste encore en peinture très présents pour les Russes néanmoins, cela ne les empêche pas d’avoir leur propre inspiration et leur propre style autant dans la peinture que dans la littérature.

## Résumé
Dans Le Démon, la Terre est vue comme une terre « pécheresse ».

### PARTIE I (16 sous-parties)
Le démon après une grande errance se pose dans le Caucase, terre « sauvage », « indomptable ». Cependant, cette nature admirable laisse insensible le démon. Bien au contraire, il la déteste. Ses sentiments changent pourtant en voyant la princesse Tamara. Il tombe sous son charme. À sa vue, sa nature diabolique s'étiole. Ce jour est un grand jour de fête, elle doit se marier au roi Cinodal. Son promis, le roi de Cinodal, est en chemin sur un coursier, accompagné d'une caravane et de nombreux chameaux, mais il meurt en arrivant, tombé de son cheval en furie. Ce jour qui devait être heureux se voile de tristesse. Le vieux Gudal et sa famille pleurent le roi de Cinodal. C'est la première fois qu'ils goûtent au malheur, impuissants.
La belle Tamara commence alors à avoir des rêves étranges, lugubres. Elle s'inquiète, elle est tourmentée.

### PARTIE II (15 sous-parties)
Le démon poursuit Tamara dans ses pensées. Elle demande miséricorde à son père pour ses sentiments impurs, sa déraison. Une personne sombre la poursuit dans ses songes. Sa famille l’emmène dans un couvent caché entre deux collines. Elle devient religieuse. Son âme lutte avec acharnement contre sa « vision impie » mais, torturée, n'y pouvant rien, elle écoute la voix du démon. Celui-ci hésite à fomenter ses projets obscurs. Puis un doux son de harpe durant la nuit lui rappelle son amour pour la belle. Ce vif sentiment lui arrache une larme qui marque à jamais la pierre sur laquelle elle a coulé. C'est alors qu'il est trouvé dans le couvent par l'ange qui protège Tamara. Ce dernier le tance et cherche à l'éloigner. Il part mécontent mais décide de revenir à un moment plus propice.
S'ensuit alors un dialogue entre Tamara et le démon où il explique qui il est. À travers ce portrait, il se montre esseulé : « vivre pour soi seul ; être un objet d'ennui pour soi-même. » Il ne semble pouvoir faire le mal : bien au contraire, dans son discours, il raviverait la foi des mécréants. À ces mots, Tamara ne sait plus quoi penser. La belle religieuse ploie sous le long monologue plaintif du démon. Pour éteindre toute méfiance chez Tamara, il lui jure de ne pas concevoir envers elle de mauvaises intentions. Les dernières résistances de la jeune femme s'évanouissent alors et l'étreignant follement, il lui retire la vie dans un dernier soupir de désespoir. Elle expire et l'esprit malfaisant triomphe. C'est alors que le veilleur de nuit qui fait sa ronde habituelle dans le couvent presse le pas, pressentant quelque chose de funeste.
La princesse devenue religieuse repose à jamais dans un cercueil. Sa beauté reste figée comme le marbre. Plus aucun signe de vie sur ses traits. Seul un sourire amer rappelle l'étreinte entre le démon et la religieuse. La famille de la belle commence un voyage de trois jours pour rejoindre la tombe de la jeune femme et lui faire ses adieux. Un ange aux ailes d'or vient alors récupérer l'âme de Tamara. Le jugement a été prononcé, Tamara sera sauvée des enfers. Le démon, après avoir été vainqueur, est totalement vaincu et restera à jamais seul.

## Personnages

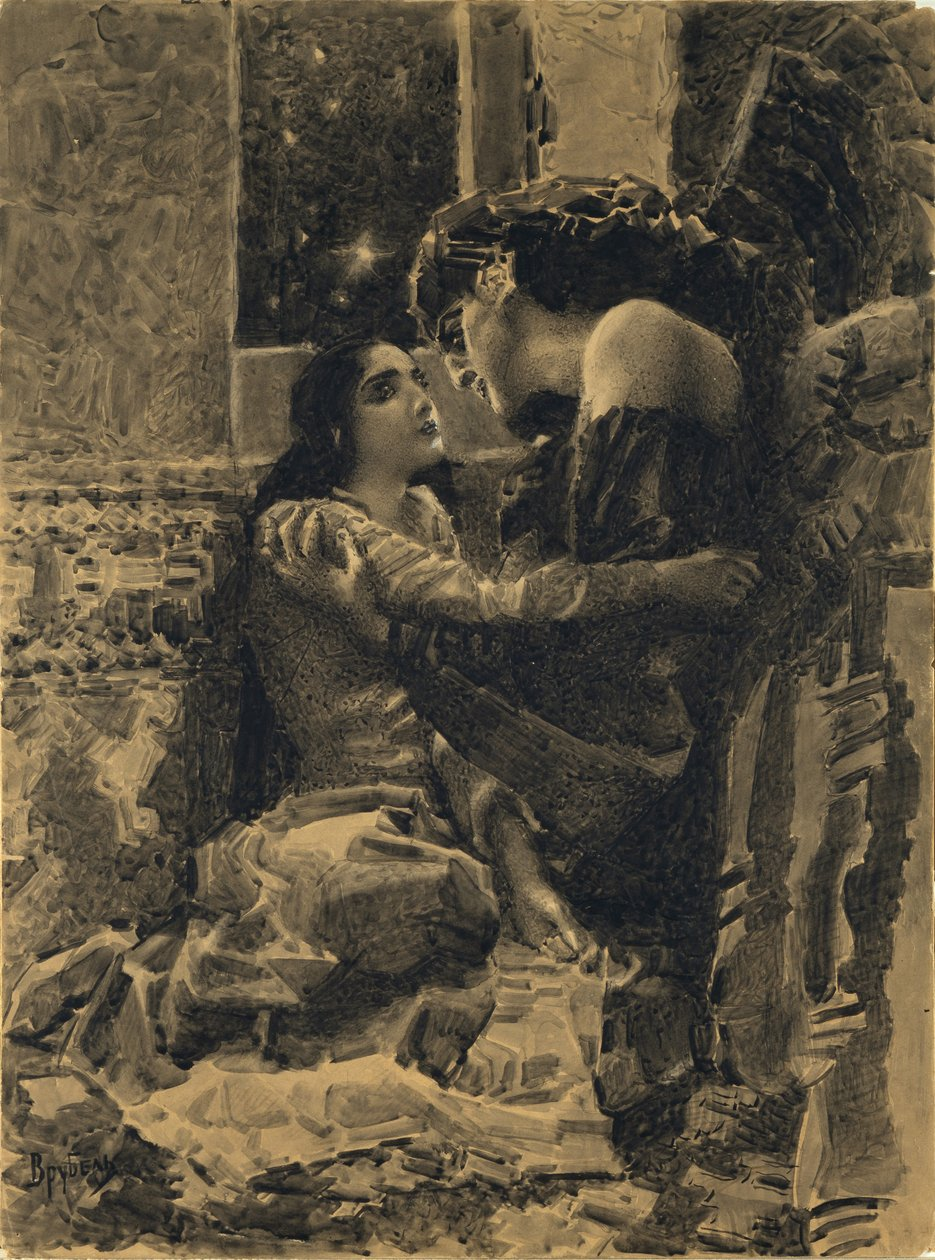
Le Démon et Tamara, illustration de Mikhaïl Vroubel, 1890.

On a deux figures antithétiques : la religieuse (figure de pureté) et le démon qui se rejoignent dans l'histoire.
- Le démon : il passe d'un chérubin pur à un démon. Il est qualifié plusieurs fois de proscrit dans le récit. Deux facettes se dégagent dans ce personnage. C'est un personnage ambigu dans l'histoire. Il semble abhorrer sa mission : faire le mal. Ce qui est assez antithétique avec l'image qu'on se fait du démon. Tout le long de l'histoire, sa nature est difficile à saisir. Tantôt il se repend, tantôt il révèle sa nature de séducteur. Cette façon de montrer le démon semble être là aussi pour tromper le lecteur. C'est ce qui rend cette histoire originale. Elle sort du contexte habituel. Il n'est plus représenté comme un personnage malfaisant. En effet, par plusieurs aspects, il est doué de sentiments. À la vue de Tamara, il pleure. Il paraît pouvoir changer. Le démon est la figure même du romantisme, il est déchu, proscrit. Il caractérise deux pôles. On ne sait s'il fait le bien ou le mal. Il est tourmenté, mélancolique, et il hésite aussi à mettre en action ses funestes projets. En cela, il n'est pas totalement froid et calculateur comme on pourrait s'imaginer le mal en personne. Sa nature tourmentée est d'autant plus marquée par son côté trompeur qui reprend le dessus malgré lui.
- La princesse Tamara : est vue tout d'abord comme une jeune fille pleine d'innocence. À l'aube de son mariage, elle semble tout juste sortir de l'enfance comme l'indique la formule « gaîté enfantine ». La princesse Tamara dépasse toutes les beautés connues en ce monde. Elle resplendit. Il est montré qu'en ce sens elle dépasse même la nature : « jamais semblable beauté n'a éclos sous le soleil du midi. » Elle est comparée à « un ange terrestre ».
- Le roi de Cinodal : il est montré comme un bel homme. Il est fringant, vif. L'abondance le caractérise. Sa richesse se déploie dans le nombre de chameaux, d'objets, de parures qu'il détient et qu'il cherche à offrir à Tamara.
- Le roi Gudal : vieil homme.

## Les thèmes, les motifs
- le thème de la religion : confrontation entre l'ange et le démon, le pur et l'impur. Thème très prisé dans le mouvement romantique.
- le thème du songe, du rêve très utile pour brouiller les frontières entre le réel et le fantastique. Ce motif est récurrent dans le romantisme notamment dans la branche gothique.
- le motif de la nuit : la nuit est le moment où les cœurs s'agitent, où la raison s'enfuit. Ici, dans ce conte oriental, c'est la nuit que le démon vient rendre visite à la religieuse et essaye de la corrompre. « Le brouillard du soir a déjà couvert de ses vapeurs légères les collines de la Géorgie, et fidèle à sa douce habitude, le démon a dirigé son vol vers le couvent. » (deuxième partie).
- le motif de la musique : la musique lors du banquet, source de bonheur, et la musique révélatrice des sentiments avec le son de la harpe.

## Les lieux
- le Caucase : lieu où se passe l'histoire.
- les rives de l'Arachvna : c'est là où la princesse Tamara puise l'eau mais c'est aussi l'endroit où se passe un grand malheur : la mort des cavaliers de Cinodal.
- le couvent : est un lieu de retraite. Il est représenté comme un asile, un refuge. Il se situe entre deux collines. Il est donc protégé et caché.

## Critique
Cette œuvre est considérée comme l'un des chefs-d'œuvre de la poésie russe, en raison de la richesse exceptionnelle de ses images. Le Démon se distingue aussi par la sincérité et la justesse de son écriture. Fortement romantique, on y reconnaît l'influence de Byron et de Pouchkine. Ce poème a inspiré de nombreux poètes et écrivains russes, notamment Pasternak, ainsi que les compositeurs Boris von Vietinghoff-Scheel (opéra Tamara), Anton Rubinstein (opéra Le Démon) et Eduard Nápravník (Symphonie no 3).

## Adaptation
En 1871 le compositeur russe Anton Rubinstein écrit un opéra, à l’aide de Pavel Viskovatov (en) qui a rédigé le livret, Le Démon, inspiré du poème éponyme. Cet opéra se compose de trois actes qui restent fidèle au déroulement du poème. Il est facile de reconnaître les personnages, tels que Tamara ou le Démon, ainsi que les passages précis comme la tentative du Démon d’entrer dans le couvent où est enfermée Tamara. Le poème n’est pas seulement une inspiration musicale. Lors de la publication de l’œuvre, des peintres ont réalisé une multitude de peintures représentant le poème. L’un d’entre eux, Mikhaïl Vroubel, a peint une dizaine d’illustrations pour le jubilé de la publication de l’œuvre de Lermontov. Sa première œuvre apparentée au poème est un portait du Démon intitulée Tête du Démon, qui est une sculpture en plâtre confectionnée en 1890. Vroubel en a fait une peinture entre 1890 et 1891 qui est aujourd’hui exposée au musée d’art russe de Kiev. Dans la même année, il a peint Le Démon assis, qui est aussi une représentation du Démon, qu'on peut voir aujourd'hui à la galerie Tretiakov à Moscou. En 1899, Vroubel peint Le Démon volant qui appartient aujourd’hui au Musée russe de Saint-Pétersbourg. Sous le même titre, il a réalisé un fragment de toile datant de 1899 et une aquarelle de 1891. La dernière représentation du portrait du Démon par Vroubel est le Démon terrassé qui est la dernière œuvre que le peintre a réalisé pour le jubilé du poème. Elle est réalisée en 1902 et exposée à la galerie Tretiakov. Vroubel réalise aussi quatre esquisses du même sujet. Outre ces portraits représentatifs du Démon, le peintre a aussi réalisé un tableau où des personnages du poème apparaissent : Tamara et le Démon, peint entre 1890 et 1891 et qui appartient aujourd’hui à la galerie Tretiakov à Moscou, une œuvre qui a été maintes et maintes fois retouchée par le peintre qui était éternellement insatisfait.